# Zwei ritten zusammen
Zwei ritten zusammen (Originaltitel: Two Rode Together) ist ein US-amerikanischer Western des Regisseurs John Ford aus dem Jahr 1961, basierend auf dem Roman Weiße Comanchen (Originaltitel: Comanche Captives) von Will Cook.

## Handlung
Town Marshal McCabe ist der Geschäfts- und Lebenspartner der Saloonbesitzerin Belle Aragon. Er bekommt 10 Prozent ihres Gewinns. McCabe führt ein ruhiges Leben, bis er sich vom First Lieutenant Gary und dessen Vorgesetzten Major Fraser zu einem Auftrag überreden lässt: Einige Weiße sind vor Jahren von Comanchen entführt worden, diese soll er nun befreien, egal ob durch Freikauf oder durch Kampf. Begleitet wird er von Lieutenant Gary. Unter den Siedlern, die nach ihren von Indianern entführten Angehörigen suchen, ist die junge Marty Purcell, die von ihrem Vater, Richter Purcell, begleitet wird. Sie leidet noch immer unter der Entführung ihres jüngeren Bruders Steve, von dem ihr nur eine kleine Spieldose geblieben ist. McCabe warnt sie, dass Steve sie nicht erkennen würde, da er bereits als kleiner Junge vor fast zehn Jahren entführt wurde. Lieutenant Gary versucht, sie zu trösten. Für die Freilassung eines anderen Jungen würde McCabe von einem Siedler namens Wringle eine hohe Belohnung erhalten.
Als er zusammen mit Lieutenant Gary die Siedlung der Indianer erreicht hat und mit Häuptling Quanah Parker verhandelt, findet er vier gefangene Weiße: drei Frauen und Running Wolf, einen jüngeren Mann. Quanah Parker erklärt sich gegen eine Belohnung bereit, ihm den jüngeren Mann gegen dessen Willen auszuliefern und auch die drei Frauen freizulassen. Allerdings willigt nur eine jüngere Frau, die Mexikanerin Elena, die von dem Indianer Stone Calf zur Frau genommen wurde, ein, mit ihm freiwillig zu den Weißen zurückzukehren. Die beiden anderen Frauen jedoch – Hanna Clegg, eine alte Frau, die sich wegen ihres Schicksals schämt und sich als für ihre Angehörigen schon lange gestorben betrachtet, sowie Freda Knudsen, eine junge Frau, die einen Comanche geheiratet und Kinder hat und nun Wakana heißt – wollen bei den Indianern bleiben. McCabe hofft, dass Running Wolf der Sohn der Familie ist, die ihn belohnen will, und nimmt ihn gefesselt mit sich. Stone Calf, ein Rivale von Quanah Parker, versucht, seine Frau zurückzuhalten, als die Gruppe unterwegs ist – McCabe ist gezwungen, ihn zu töten.
Nach der Ankunft bei den weißen Siedlern macht Running Wolf schnell klar, dass er Weiße hasst und sich als Comanche betrachtet. Da er sich als sehr aggressiv erweist, weigert sich Wringle, ihn mit sich zu nehmen. McCabe wird die zugesagte Belohnung nicht erhalten. Die Siedlerin  Mrs. McCandless, die durch den Verlust ihres Sohnes psychisch krank wurde, bildet sich ein, dass Running Wolf ihr verlorener Sohn sei. Aus Liebe zu ihr erklärt sich ihr Mann bereit, ihn aufzunehmen.
Lieutenant Gary, der in Marty verliebt ist, bittet um ihre Hand, und sie nimmt den Heiratsantrag an. Mittlerweile kommt auch McCabe mit Elena an. Als Mexikanerin, die sich mit einem Indianer verheiraten ließ, wird sie von der weißen Gesellschaft im Fort mit unverhohlener Neugier und sogar Feindseligkeit behandelt. McCabe bewundert Elena, die ihre leidvolle Situation meistert, und verliebt sich in sie.
Mrs. McCandless versucht unterdessen, Running Wolf seine langen Haare mit einer Schere zu schneiden. Er entwendet ihr die Schere und tötet sie. Die Siedler wollen daraufhin den Mörder lynchen, trotz aller Versuche von Lieutenant Gary und Richter Purcell, sie daran zu hindern. Als die Männer den sich heftig wehrenden Running Wolf wegschleifen, stößt dieser an die Spieldose, die ihre Melodie zu spielen beginnt. Er erkennt die Melodie und ruft die einzigen Worte, an die er sich noch erinnert: „Mein, mein!“ Erst jetzt stellt sich heraus, dass er Martys verlorener Bruder Steve ist. Aber es ist zu spät – niemand kann etwas für seine Rettung tun. Er wird von den aufgebrachten Siedlern gehängt.
Elena will nun ihr Glück in Kalifornien versuchen. Nach seiner Rückkehr muss McCabe feststellen, dass die Gemeinde in Tascosa inzwischen seinen ehemaligen Hilfssheriff als neuen Marshal ausgerufen hat, der sich weiters als Belles Verlobter ausweist. McCabe verzichtet auf die Rückforderung seines Amts und beschließt, mit Elena nach Kalifornien zu gehen.

## Hintergrund
Für diesen Film arbeitete Stewart erstmals mit Regisseur John Ford zusammen. Gedreht wurde der Film in Texas. In den folgenden letzten fünf Filmen in Fords Karriere übernahm Stewart weitere zwei Rollen.

## Kritiken
Der film-dienst kam zu dem Schluss, dass der Western „oft wie eine weniger konsequente, weniger engagierte und auch weniger sorgfältige Variation von Der schwarze Falke (1956)“ wirke. Innerhalb des Genres sei er „bemerkenswert, gemessen am Rang seines Regisseurs aber nicht überzeugend“. Cinema meinte kurzum: „Wenig Geballer, dafür prächtiges Palaver.“
Joe Hembus urteilte, Ford wirke mit dieser Arbeit „ebenso zynisch und uninteressiert wie sein Held McCabe“. Phil Hardy merkte in The Encyclopedia of Western Movies an, Ford biete dem Zuschauer „eine alptraumhafte Sicht der Frontier, die von Hysterie und Heuchelei überschwemmt“ werde. Selbst die Indianer seien in diesem Film nichts weiter als „primitive Geschäftemacher“.

## Synchronisation
Die deutsche Synchronfassung entstand 1961.
| Rolle                  | Darsteller      | Synchronsprecher      |
| ---------------------- | --------------- | --------------------- |
| Marshal McCabe         | James Stewart   | Wolfgang Lukschy      |
| Lieutenant Gary        | Richard Widmark | Arnold Marquis        |
| Elena                  | Linda Cristal   | Uta Hallant           |
| Sergeant Posey         | Andy Devine     | Gerd Duwner           |
| Major Fraser           | John McIntire   | Siegfried Schürenberg |
| Richter Edward Purcell | Paul Birch      | Curt Ackermann        |
| Mr. Harry J. Wringle   | Willis Bouchey  | Konrad Wagner         |
| Greeley Clegg          | Ken Curtis      | Heinz Giese           |
| Deputy Ward Corby      | Chet Douglas    | Michael Chevalier     |
| Mrs. Mary McCandless   | Jeanette Nolan  | Tilly Lauenstein      |
| Stone Calf             | Woody Strode    | Woody Strode          |